# Čtvrtá sada
Čtvrtá sada je čtvrté studiové album zpěváka Františka Nedvěda, vydané roku 2003. Jedná se o coververze zahraničních hitů.

## Seznam skladeb
| Pořadí | Název                         | Délka |
| ------ | ----------------------------- | ----- |
| 1.     | Jako ptáci                    | 3:35  |
| 2.     | Ladův betlém                  | 3:04  |
| 3.     | I manekýnky stárnou           | 3:16  |
| 4.     | Zpívám ti míň                 | 3:21  |
| 5.     | Štěstí a smůla                | 3:25  |
| 6.     | Nafta, benzín a petrolej      | 2:38  |
| 7.     | New York 2001                 | 3:20  |
| 8.     | Tak pojď blíž                 | 3:55  |
| 9.     | Má žena Jůlie                 | 2:06  |
| 10.    | Nesmíš se bát bejt chvíli sám | 3:25  |
| 11.    | Prázdný dům                   | 2:56  |
| 12.    | To jsem já                    | 3:09  |
| 13.    | Dům na konci náměstí          | 2:15  |
| 14.    | Co s tím dělat můžu           | 3:19  |

## Hudební aranžmá
- Jako ptáci ("Loving You's Like Coming Home") - Bob McDill / č. text - D. Vančura
- Ladův betlém — F. Nedvěd, D. Vančura
- I manekýnky stárnou — Wayland D. Holyfield / č. text - D. Vančura
- Zpívám ti míň ("So Far, So Good") - Dobie Cray, Eddie Setser, Troy Seals / č. text - D. Vančura
- Štěstí a smůla ("Forever And Ever, Amen") - Don Schilzt, Paul Nelson / č. text - D. Vančura
- Nafta, benzín a petrolej — F. Nedvěd, D. Vančura
- New York 2001 ("Broken Heartland") - Gene Nelson, Paul Nelson / č. text - D. Vančura
- Tak pojď blíž ("Come A Little Closer") - Bob McDill, Paul Harrison / č. text - D. Vančura
- Má žena Jůlie ("It Bust Be Love") - Don Williams / č. text - D. Vančura
- Nesmíš se bát bejt chvíli sám ("Learn To Let It Go") - M. Reid, R. Bruke / č. text. D. Vančura
- Prázdný dům ("One Good Well") - Kent Robbins, Mike Reid / č. text - D. Vančura
- To jsem já ("This Is Me") - Tom Sharpio, McHugh / č. text - D. Vančura
- Dům na konci náměstí ("Turn Out The Light, And Love Me Tonight") - Bob McDill / č. text - D. Vančura
- Co s tím dělat můžu ("Poor Boy Blues") - Paul Kennerely / č. text - D. Vančura